# Zwagermieden
De Zwagermieden (Fries: Sweagermieden, [svɪ.əgr’mi.ədən]) is een natuurgebied in de Nederlandse provincie Friesland op de grens van de gemeentes Noardeast-Fryslân en Dantumadeel. Het gebied wordt begrensd door de Petsloot in het westen en noorden, de Kollumerzwaagstervaart in het oosten en de Easterbroeksterwei en de Mieden in het zuiden. De Zwagermieden maken deel uit van de zogenaamde Natte As, een strook van aaneengesloten natte natuurgebieden die van zuidwest naar noordoost dwars door Friesland loopt.
Het natuurgebied is eigendom van Staatsbosbeheer en een aantal boeren en is ongeveer 390 hectare groot. Het bestaat voornamelijk uit natte open weilanden en rietlanden, met in het zuiden wat meer begroeiing. Het gebied is beperkt toegankelijk; er lopen een aantal wandelpaden langs het natuurgebied.
De Zwagermieden was van 1883 tot 1970 deel van het Waterschap Zwagermieden en De Triemen. Aan de rand van het gebied staat een gemaal met eveneens de naam ''Zwagermieden''.

## Geschiedenis
Tijdens het Holoceen was de zeespiegel hoger dan tegenwoordig en ontstonden veengebieden. In de Middeleeuwen besloeg dit veen uiteindelijk zeer grote delen van de provincie Friesland. Tijdens de Grote Ontginning werd dit veen ontgonnen. Sinds de 13e eeuw werd turf gewonnen uit Zwagermieden dat tijdens het interglaciaal ontstaan is. Door turfwinning en ontwatering verdween het 6 meter dikke hoogveenpakket en daalde de bodem. De smalle lange weilanden dateren uit deze periode en zijn nog zichtbaar in het veenweidegebied op de hoogtekaart. Rondom 1400 verdween de bewoning naar de dan hogere dekzandruggen van de Friese Wouden. Tegen het einde van de Middeleeuwen was de ontginning voltooid. Mieden zijn laaggelegen hooilanden, ongeschikt voor bewoning, die niet bemest werden omdat ze vaak ver van de boerderij lagen.

## (Her)inrichting
In de Relatienota uit 1975 werd 180 hectare als natuurgebied aangewezen. In 1990 werd een deel van de Zwagermieden via het NatuurBeleidsplan 'kerngebied' van de ecologische hoofdstructuur (EHS). Bij de ruilverkaveling van Kollumerland (1992-2009) ontstond 400 hectare natuur wat de streekbewoners als verlies en bedreiging zagen zodat inrichtingsavonden gehouden werden.  Na de landschapsherinrichting kreeg Staatsbosbeheer 1400 hectare van de Zwagermieden in eigendom. In 2004 zijn twee jonge moerasgebieden aangelegd en sinds 2017 is een informatiepaneel en een vogelkijkhut aanwezig bij het Natuurreservaat.

## Landschap
De Zwagermieden zijn onderdeel van de ecologische hoofdstructuur (EHS) een netwerk van Natuurgebieden in Nederland. Het gebied is een schakel in de natte as van de Friese natuurgebieden Lauwersmeer, Houtwiel, Ottema-Wiersma-reservaat en het Groote Wielen-complex.
In het centrum van het gebied liggen een paar broekbosjes die deels gekapt worden voor de weidevogels.
Grondwater, afkomstig van de hoger gelegen zandgronden, komt als kwel weer boven in de Zwagermieden. De nadruk in De Mieden ligt op grondwater gebaseerde natuur.

## Weidevogels & Flora
Het landschap van de Zwagermieden is al honderden jaren niet aangetast met bijzondere planten als stijve moerasweegbree, kleinste egelskop en de welriekende agrimonie. De watersnip, roerdomp, tureluur, veldleeuwerik, zomertaling en kievit zijn als broedvogel vastgesteld en worden ook beschermd door verwijderen van bosjes en aanpassing van waterstanden. In 2019 en 2020 vond onderzoek plaats naar de predatie van weidevogels door de beschermde steenmarter.